# Casas de Benítez (kommun)
Casas de Benítez är en kommun i Spanien.   Den ligger i provinsen Provincia de Cuenca och regionen Kastilien-La Mancha, i den centrala delen av landet, 180 km sydost om huvudstaden Madrid. Antalet invånare är 1 018.